# Kazem Al Sahir
Kadim Al Sahir (Árabe: كاظم الساهر; nacido el 12 de septiembre de 1957) es un cantante, poeta y compositor iraquí. Con más de 30 millones de discos vendidos en su carrera, Al Sahir es uno de los más exitosos cantantes de todos los tiempos en el mundo árabe.

## Premios
- 1999: Premio de UNICEF por "Tathakkar"
- 2003: El premio "Murex d'Or" - Mejor cantante árabe
- 2004: El premio Chopard Diamond - World Music Awards

## Discografía
- Shajart Al-Zeitoon (El olivo)
- 1989 Ghazal (Gacela) Music Box
- 1990 Al-Aziz (Querido) Al-Nazaer
- 1992 Hatha Allon (Este color) Stallions
- 1993 Banat Alaebak (No trucos)
- 1993 La Ya Sadiki (No, mi amigo) Music Box
- 1994 Salamtek Min Al-Ah Rotana
- 1995 Baad Al-Hob (Después del amor) Relax-In
- 1996 Aghsili Bilbard (Con la graniza lave mi corazón)  Rotana
- 1996 Fi Medreset Al-Hob (En la escuela de amor) Rotana
- 1998 Ana Wa Laila (Laila y yo)  Rotana
- 1999 Habibeti Wa Al-Matar (Mi amor y la lluvia) Rotana
- 2000 Al-Hob Al-Mustaheel (Amor imposible) Rotana
- 2001 Abhathu Anki (En busca de ti) Rotana
- 2002 Qusat Habebain (Una historia de dos amantes) Rotana
- 2003 Hafiat Al-Kadamain (Sin zapatos) Rotana
- 2004 Ila Tilmitha (Para una alumna)  Rotana
- 2005 Entaha al Mushwar (El viaje ha acabado) Rotana
- 2007  Yawmiyat Rajul Mahzoum (El diario de un hombre derrotado) Rotana
- 2008 Souwar (Fotos) Rotana
- 2009 Al Rasm Bel Kalimat (Dibujando con palabras)
- 2011 La Tazeedeeh Lowa'a [Rotana]

### Colaboraciones
- Sarah Brightman - "The War is Over" - Harem (Lugar prohiido) Angel Records[2] (2003)
- Lenny Kravitz - "We Want Peace" - Unity (La unidad) Capitol Music (2004)